# Sân bay Khovd
Sân bay Khovd (IATA: HVD, ICAO: ZMKD) là một sân bay công cộng tại thành phố Khovd, tỉnh lị của tỉnh Khovd tại Mông Cổ.

## Điểm đến
| Hãng hàng không | Các điểm đến |
| --------------- | ------------ |
| Aero Mongolia   | Ulan Bator   |
| Eznis Airways   | Ulan Bator   |